# Bellevue (fartyg)
M/S Bellevue är ett passagerarfartyg i trafik på Göta kanal. Fartyget byggdes 1961 vid Krögerwerft GmbH i Rendsburg i Västtyskland som M/S Bellevue. Fartyget såldes 1986 till Mariestads Skärgårdstrafik HB - numera Mariestads Skärgårdstrafik AB. 
Inför fart på Göta kanal kapades M/S Bellevue i både för och akter till nuvarande längd 31,76 meter. Hemmahamnen är Mariestad.

## Historik och beskrivning
Ursprunglig passagerarkapacitet var 320 passagerare. Numera är kapaciteten 220 passagerare.  Fartyget är utrustat med en MWM RHS dieselmotor om 238 hk, som ger fartyget en fart av 11,5 knop.
Fartyget såldes i november 1986 till Mariestads Skärgårdstrafik HB, då startat av Sonny Modig och Conny Ström och ombildat till aktiebolag fyra år senare.
Inför kanalfarten på Göta kanal kapades fartyget i både för och akter med sammanlagt 1,81 meter till 31,76 meter. Högsta tillåtna längd för fartyg i Göta kanal är 32 meter. Fartyget blev ombyggt 1995 med ett soldäck på överbyggnaden till främre salongen.
M/S Bellevue trafikerar Göta kanal, Vänern och Vättern. Under senare år är det mest på sträckan Sjötorp–Töreboda och omvänt med dagsturer. Fartyget går i en riktning och har bussanslutning tillbaka. På fartyget finns salonger både i fören och aktern för servering av mat och dryck. Man kan även följa med M/S Bellevue på räk- och flerdagskryssningar.

## Kort historik
- 1961	4 augusti. Fartyget sjösattes.
- 1961	16 september. Fartyget levererades från Krögerwerft GmbH till Reederei Kieler Verkehrs AG i Kiel, Tyskland. Fartyget sattes i trafik på Kielfjorden.
- 1986	November. Fartyget köptes av Mariestads Skärgårdstrafik HB, Skövde för 225 000 tyska mark. Det sattes i trafik på Göta kanal och Vänern.
- 1995	Fartyget ombyggdes med soldäck över främre salongen.

## Fotogalleri

Historiska bilder
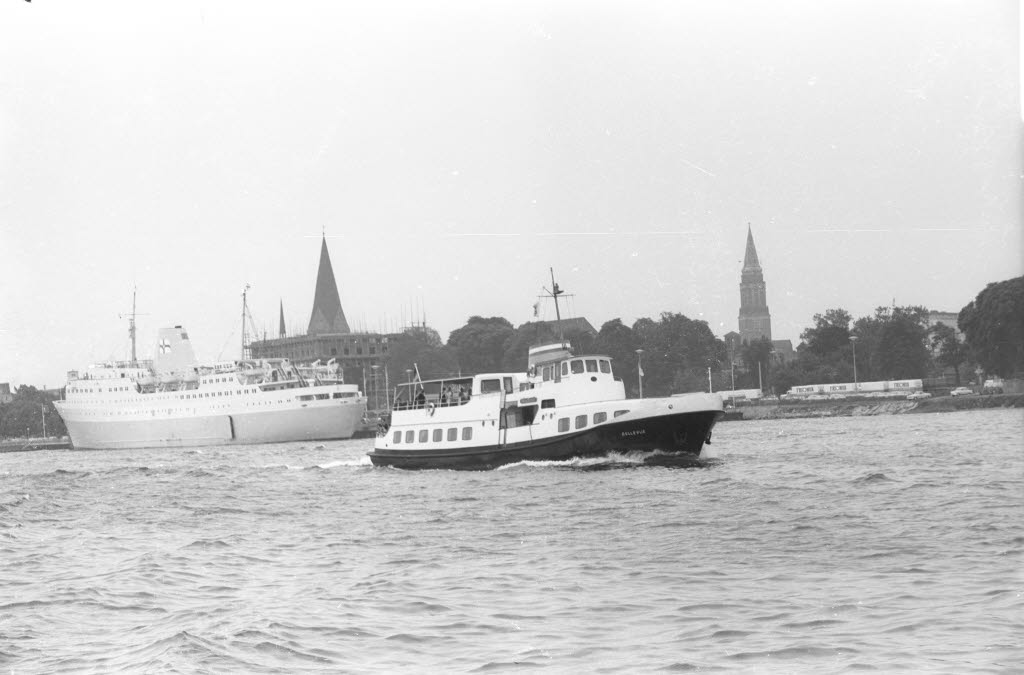
Till vänster M/S Kronprins Harald vid Oslokajen i Kiel och till höger M/S Bellevue (1963).
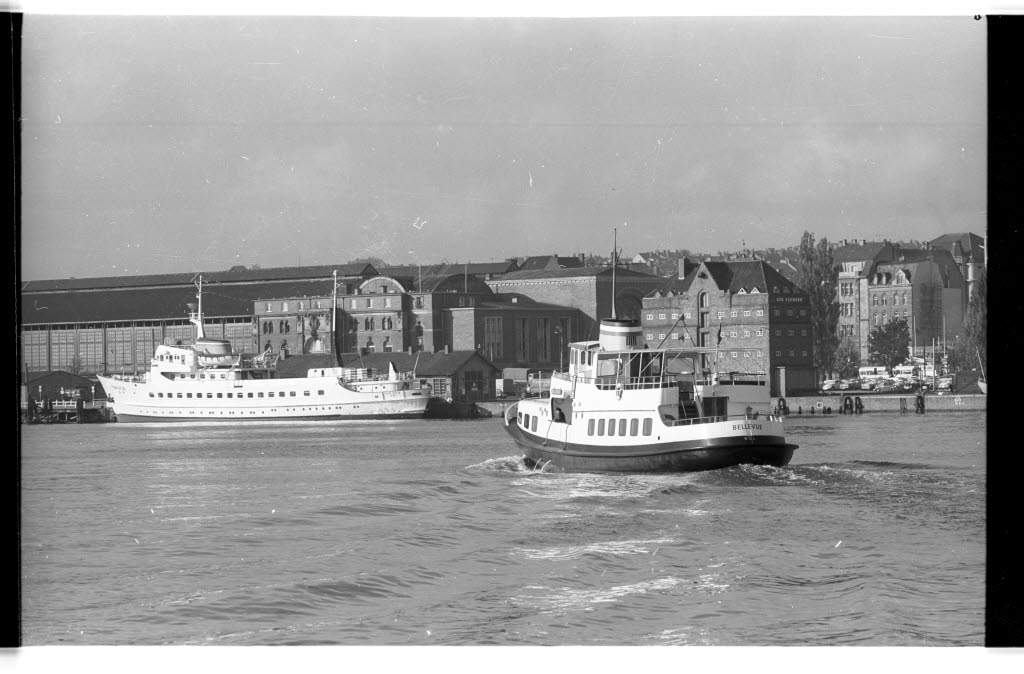
Till vänster M/S Tom Kyle vid Bahnhofskajen i Kiel och till höger M/S Bellevue (1964).
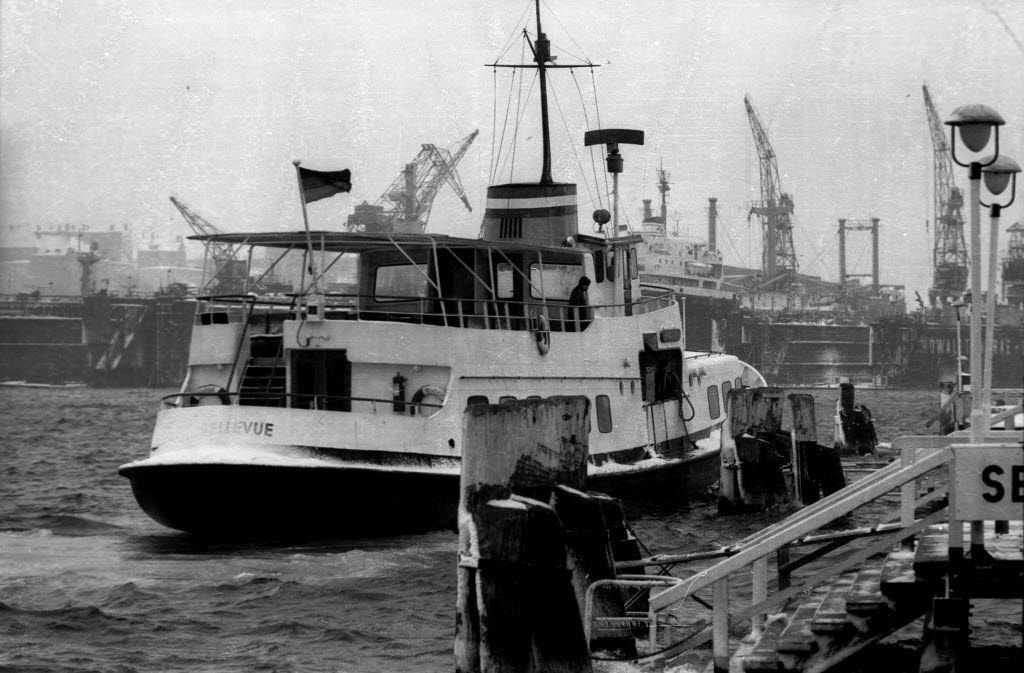
M/S Bellevue i Kiel 1970.
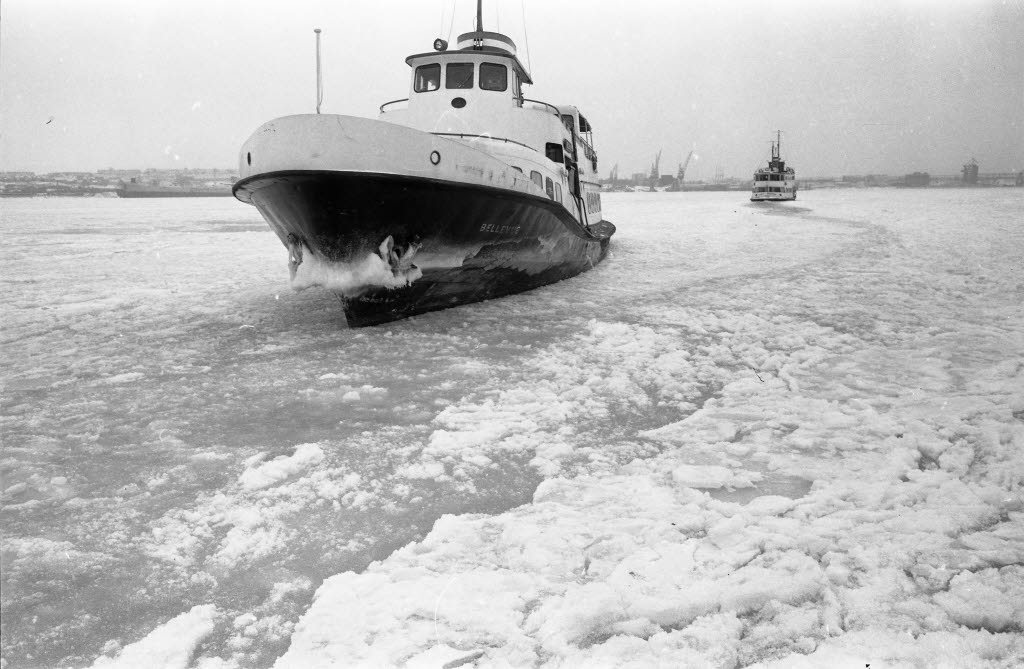
M/S Bellevue i Kiel isvintern 1973.
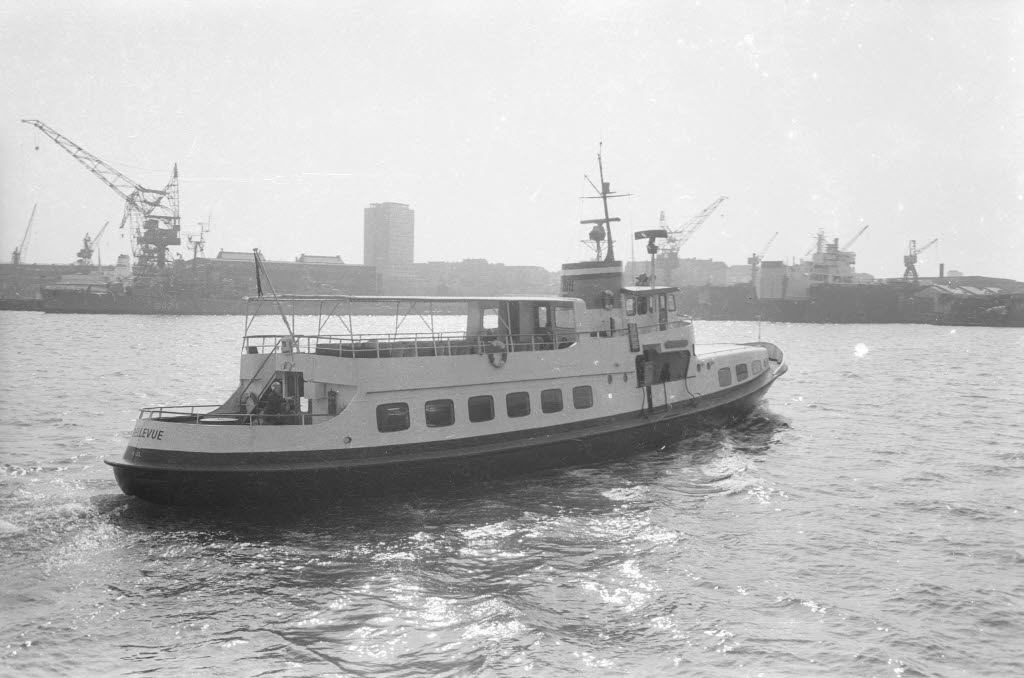
M/S Bellevue i Kiel 1974.
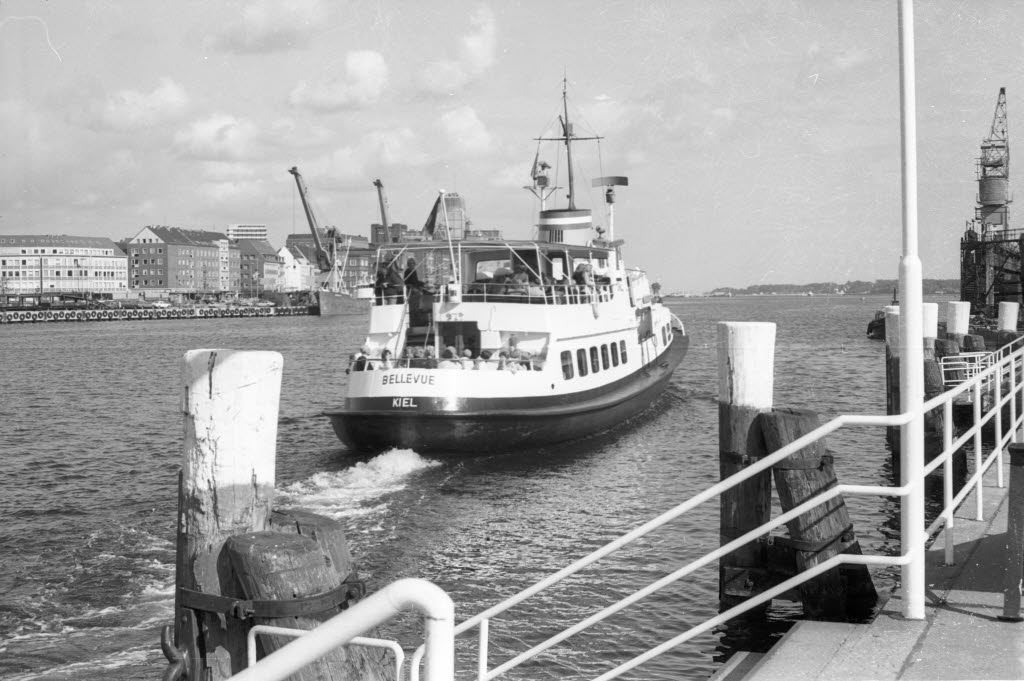
M/S Bellevue i Kiel 1975.

Samtida bilder
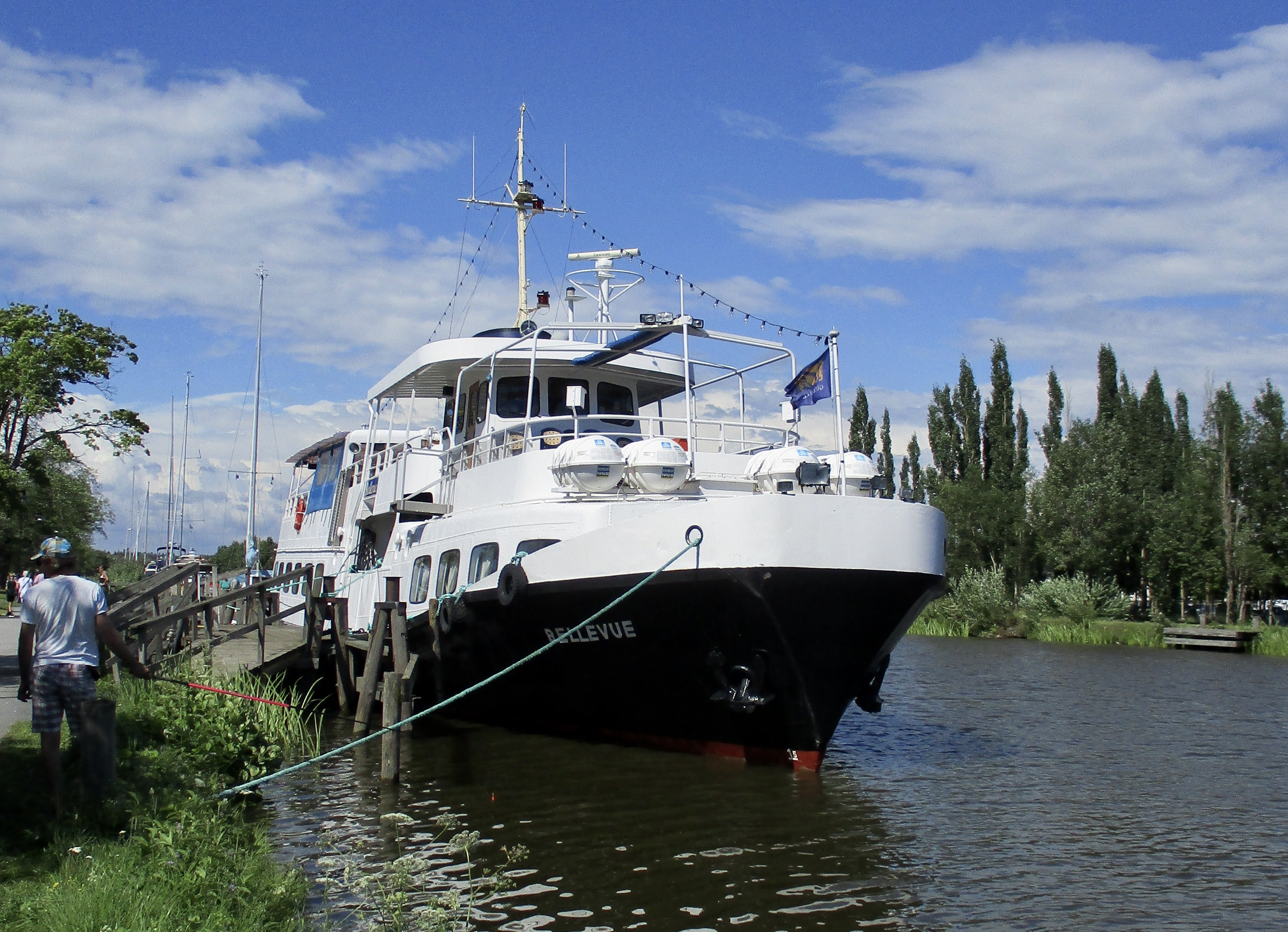
M/S Bellevue sedd från fören (2021).
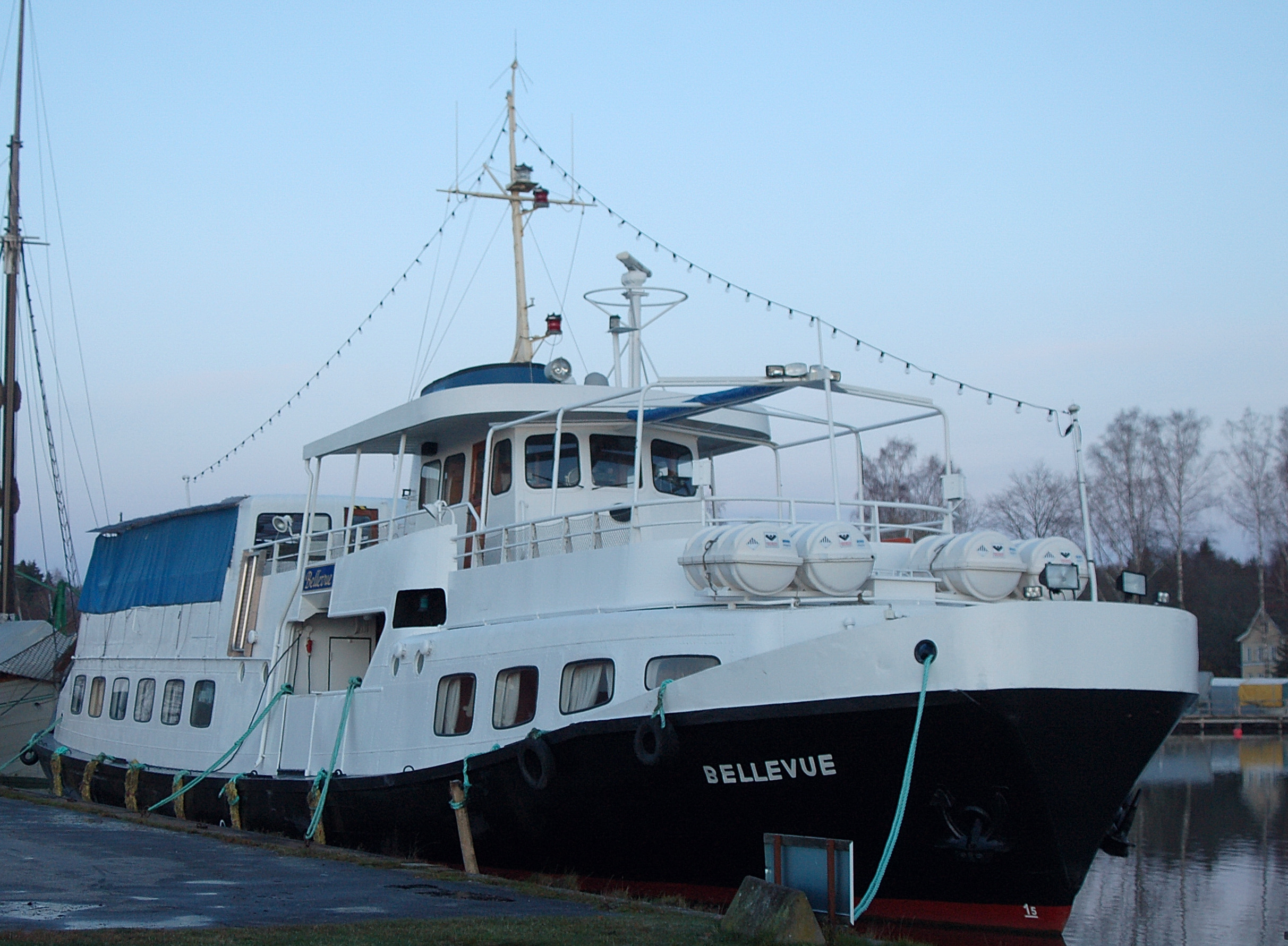
M/S Bellevue sedd från sidan (2015).
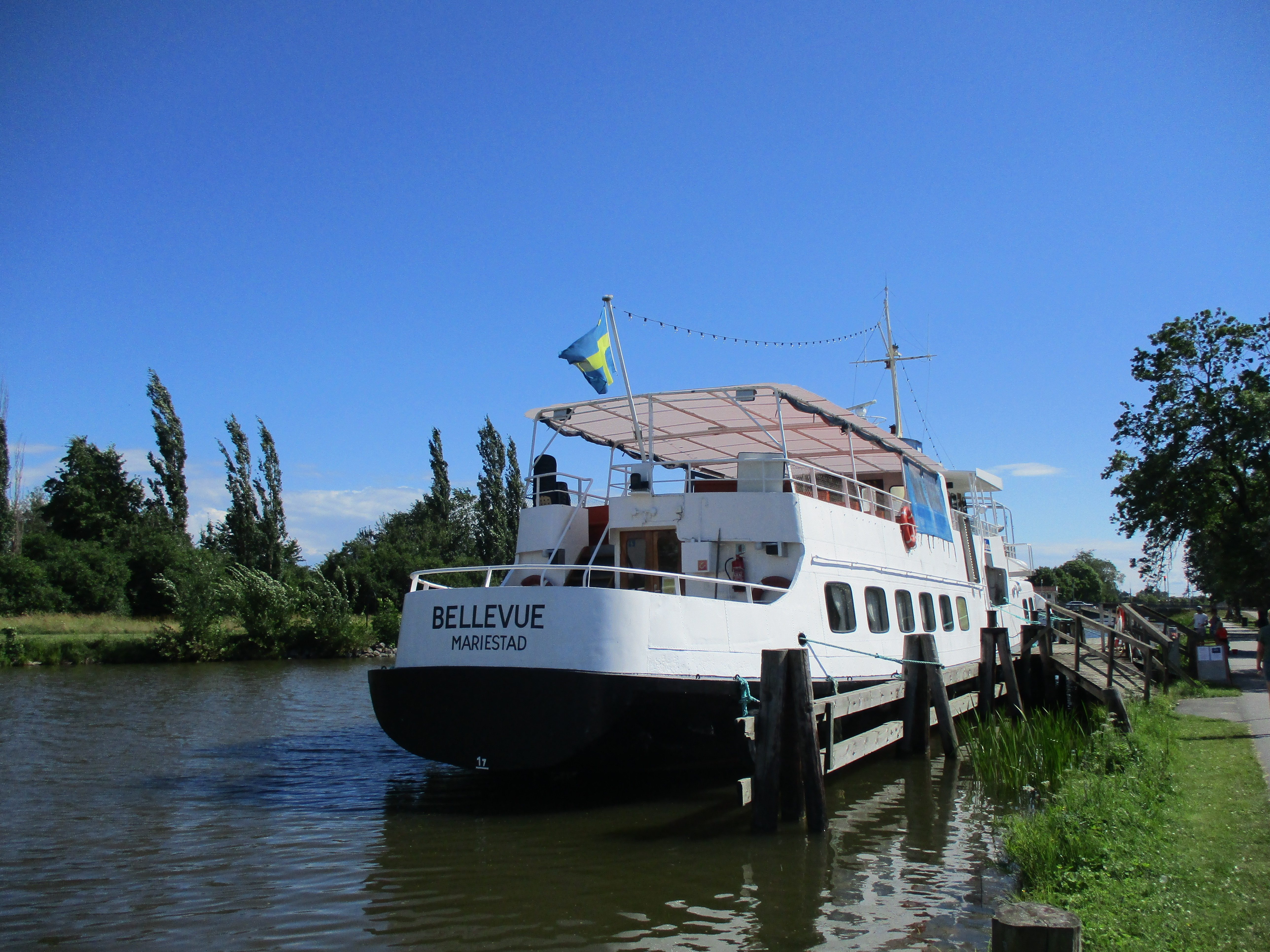
M/S Bellevue sedd från aktern vid förtöjning i Töreboda (2021).